# Barum Czech Rally Zlín 2011
Die Barum Czech Rally Zlín 2011 wurde vom 26. bis 28. August 2011 bei Zlín in Tschechien ausgetragen. Sie war der siebte Lauf der Intercontinental Rally Challenge 2011 und zählte außerdem zur Rallye-Europameisterschaft sowie zur Tschechischen Rallye-Meisterschaft.

## Hintergrund
Das Fahrerlager befand sich in Zlín. Auf dem Programm standen 15 Wertungsprüfungen über 248,48 gewertete Kilometer auf asphaltierten Straßen. Die Gesamtdistanz einschließlich Verbindungsetappen betrug 619,73 Kilometer. Am Freitag, den 26. August, erfolgte der Shakedown. Noch am Abend wurde der Wettkampf mit einer kurzen Nachtprüfung in der Innenstadt von Zlín eröffnet. Die übrigen 14 Prüfungen fanden an den folgenden beiden Tagen bei Tageslicht statt.
Die Rallye wies ein stark besetztes Teilnehmerfeld auf. Von 112 gemeldeten Teams fuhren 29 mit Super-2000-Autos. Darunter befanden sich auch Matthias Kahle und Mark Wallenwein, die beiden Piloten von Škoda Auto Deutschland auf Škoda Fabia S2000. Während Wallenwein bereits bei der Rallye Monte Carlo in der IRC teilnahm, gab Kahle bei der Barum-Rallye sein Debüt in dieser Serie.

## Verlauf
Den Shakedown absolvierte Andreas Mikkelsen als Schnellster. Škoda-Werkspilot Juho Hänninen gewann die erste Wertungsprüfung und setzte sich damit an die Spitze der Gesamtwertung. Am nächsten Tag wurde er auf WP2 von Mikkelsen abgelöst, aber auch dessen Führung war nur von kurzer Dauer. Denn Lokalmatador Jan Kopecký fuhr auf WP3 die Bestzeit und übernahm die Führung in der Gesamtwertung. Pavel Valoušek zog sich unterdessen bei einem Unfall einen gebrochenen Arm zu. Kopecký vergrößerte seinen Vorsprung bis zur Mittagspause auf knapp sechs Sekunden vor Mikkelsen. Wegen eines Reifenschäden auf WP8 verlor Mikkelsen jedoch fast zwei Minuten und Guy Wilks sogar knapp drei Minuten. Bis zum Tagesende hatte Kopecký fast 20 Sekunden auf Hänninen und Freddy Loix herausgefahren. Letzterer erzielte am Nachmittag nach Änderungen am Setup gleich drei Bestzeiten.
Am letzten Tag hatte der führende Jan Kopecký mit einer defekten Servolenkung seines Škoda zu kämpfen. Er verlor auf WP10 über 15 Sekunden und so war sein Vorsprung auf Freddy Loix bereits auf unter sechs Sekunden angeschmolzen. Zur gleichen Zeit fiel der bisher viertplatzierte Bryan Bouffier aus, als er nach einem Verbremser von der Strecke abkam und sich beim Aufprall auf einen Stein zwei Räder abriss. Loix setzte anschließend noch zwei Bestzeiten, schaffte es aber nicht mehr, entscheidende Zeitabstände auf Kopecký gutzumachen. Nach WP12 lag Loix zwar nur noch eine Sekunde hinter Kopecký, dieser konnte seinen Vorsprung nun aber festigen und siegte schließlich mit 1,2 Sekunden Vorsprung vor Loix. Dies war die bisher knappste Entscheidung in der Geschichte der IRC. Auf Platz drei setzte sich Kopeckýs Teamkollege Juho Hänninen fest. Andreas Mikkelsen war nach seinem Zeitverlust am Vortag am Limit unterwegs und erzielte noch vier Bestzeiten. Im Kampf um Platz vier musste er sich aber um sechs Sekunden Thierry Neuville geschlagen geben. Kopecký schob sich mit seinem ersten IRC-Erfolg im Jahr 2011 in der Punktewertung bis auf drei Zähler an den führenden Hänninen heran. Den beiden Škoda-Deutschland-Piloten fehlte es hingegen noch an Konkurrenzfähigkeit. Wallenwein beendete die Rallye als 18. und Kahle auf Rang 19 von insgesamt 77 platzierten Teilnehmern.

## Ergebnisse

### Gesamtwertung
| Pos. | Fahrer               | Beifahrer         | Fahrzeug                | Gesamtzeit | Rückstand | Punkte |
| ---- | -------------------- | ----------------- | ----------------------- | ---------- | --------- | ------ |
| 1    | Jan Kopecký          | Petr Starý        | Škoda Fabia S2000       | 2:15:51,7  |           | 25     |
| 2    | Freddy Loix          | Frédéric Miclotte | Škoda Fabia S2000       | 2:15:52,9  | 1,2       | 18     |
| 3    | Juho Hänninen        | Mikko Markkula    | Škoda Fabia S2000       | 2:16:29,1  | 37,4      | 15     |
| 4    | Thierry Neuville     | Nicolas Gilsoul   | Peugeot 207 S2000       | 2:17:51,3  | 1:59,6    | 12     |
| 5    | Andreas Mikkelsen    | Ola Fløene        | Škoda Fabia S2000       | 2:17:57,4  | 2:05,7    | 10     |
| 6    | Toni Gardemeister    | Tapio Suominen    | Škoda Fabia S2000       | 2:19:34,9  | 3:43,2    | 8      |
| 7    | Craig Breen          | Gareth Roberts    | Ford Fiesta S2000       | 2:19:39,1  | 3:47,4    | 6      |
| 8    | Roman Kresta         | Petr Gross        | Škoda Fabia S2000       | 2:20:13,2  | 4:21,5    | 4      |
| 9    | Per-Gunnar Andersson | Emil Axelsson     | Proton Satria Neo S2000 | 2:20:32,8  | 4:41,1    | 2      |
| 10   | Karl Kruuda          | Martin Järveoja   | Škoda Fabia S2000       | 2:20:46,1  | 4:54,4    | 1      |

### Wertungsprüfungen
| Tag                    | WP   | Uhrzeit | Name          | Länge    | Sieger                  | Zeit    | Ø-Tempo     | Gesamtführender   |
| ---------------------- | ---- | ------- | ------------- | -------- | ----------------------- | ------- | ----------- | ----------------- |
| Tag 1 (26.–27. August) | SS1  | 21:15   | SSS Zlín      | 9,36 km  | Juho Hänninen           | 7:03,4  | 79,58 km/h  | Juho Hänninen     |
| Tag 1 (26.–27. August) | SS2  | 9:38    | Biskupice 1   | 8,89 km  | Guy Wilks               | 4:41,0  | 113,89 km/h | Andreas Mikkelsen |
| Tag 1 (26.–27. August) | SS3  | 10:11   | Pindula 1     | 12,95 km | Jan Kopecký             | 6:41,5  | 116,11 km/h | Jan Kopecký       |
| Tag 1 (26.–27. August) | SS4  | 10:54   | Troják 1      | 28,69 km | Jan Kopecký             | 15:49,0 | 108,83 km/h | Jan Kopecký       |
| Tag 1 (26.–27. August) | SS5  | 11:37   | Semetín 1     | 11,49 km | Bryan Bouffier          | 6:30,9  | 105,82 km/h | Jan Kopecký       |
| Tag 1 (26.–27. August) | SS6  | 15:00   | Biskupice 2   | 8,89 km  | Freddy Loix             | 4:39,5  | 114,50 km/h | Jan Kopecký       |
| Tag 1 (26.–27. August) | SS7  | 15:33   | Pindula 2     | 12,95 km | Juho Hänninen           | 6:37,2  | 117,37 km/h | Jan Kopecký       |
| Tag 1 (26.–27. August) | SS8  | 16:16   | Troják 2      | 28,69 km | Freddy Loix Jan Kopecký | 15:44,7 | 109,33 km/h | Jan Kopecký       |
| Tag 1 (26.–27. August) | SS9  | 16:59   | Semetín 2     | 11,49 km | Freddy Loix             | 6:27,1  | 106,86 km/h | Jan Kopecký       |
| Tag 2 (28. August)     | SS10 | 8:33    | Maják 1       | 22,69 km | Andreas Mikkelsen       | 12:26,8 | 109,38 km/h | Jan Kopecký       |
| Tag 2 (28. August)     | SS11 | 9:21    | Kudlovice 1   | 10,48 km | Andreas Mikkelsen       | 5:28,2  | 114,95 km/h | Jan Kopecký       |
| Tag 2 (28. August)     | SS12 | 9:54    | Halenkovice 1 | 24,37 km | Freddy Loix             | 12:51,5 | 113,72 km/h | Jan Kopecký       |
| Tag 2 (28. August)     | SS13 | 12:12   | Maják 2       | 22,69 km | Andreas Mikkelsen       | 12:11,6 | 111,65 km/h | Jan Kopecký       |
| Tag 2 (28. August)     | SS14 | 13:00   | Kudlovice 2   | 10,48 km | Andreas Mikkelsen       | 5:22,4  | 117,02 km/h | Jan Kopecký       |
| Tag 2 (28. August)     | SS15 | 13:33   | Halenkovice 2 | 24,37 km | Freddy Loix             | 12:35,5 | 116,12 km/h | Jan Kopecký       |